# Chofer de Praça
Chofer de Praça é um filme brasileiro, do gênero comédia, de 1958, dirigido por Milton Amaral. O filme marca a estreia de Amácio Mazzaropi como produtor e sua primeira atuação nos cinemas com a atriz Geny Prado, com quem formaria uma dupla constante nos filmes seguintes. É também o primeiro filme realizado pela PAM Filmes, produtora de Mazzaropi.
Conta com números musicais de Mazzaropi, Lana Bittencourt e Agnaldo Rayol. O filme teve cenas gravadas em diversos pontos da cidade de São Paulo, como Praça da Bandeira, Parque do Ibirapuera e o Theatro Municipal. O título remete ao pai do comediante, que também era "chofer de praça", termo usado na época para se referir a profissão de taxista.

## Sinopse
O humilde casal de sertanejos formado por Zacarias (Caría) e Augusta, muda-se para a cidade de São Paulo, a fim de ajudar o filho mais velho, Raul, a concluir a Faculdade de Medicina. Eles alugam uma casa numa vila pobre e pacata, onde moram as jovens irmãs Rita (viúva) e Iolanda, que estuda na mesma faculdade de Raul, que deixa a pensão onde morava para se juntar aos pais. Iolanda quer namorar com Raul mas ele prefere bancar um playboy filho de empresário e ficar com uma moça rica. Caría vai trabalhar de chofer de praça  e começa a dirigir um antigo modelo 1928, barulhento e fumacento, o que vira motivo de muitas piadas e insultos. Iolanda sabe que Raul tem vergonha dos pais e resolve fazer com que Zacarias visite a família rica da namorada dele, com o intuito de desmascarar o rapaz.

## Produção
Foi o primeiro filme de Mazzaropi a ser produzido pelo seu estúdio, a PAM Filmes (Produções Amácio Mazzaropi), fundado por ele naquele mesmo ano. Chofer de Praça também marca a primeira parceria nos cinemas de Mazzaropi com a atriz Geny Prado interpretando sua esposa, algo que viria a se repetir em seus filmes seguintes, tornando-se uma das duplas mais queridas do cinema nacional. Os dois anteriormente só haviam contracenado no programa Rancho Alegre, exibido pela TV Tupi.
O filme foi gravado na cidade de São Paulo, e em diversos pontos turísticos locais, como a Praça da Bandeira, o Viaduto do Chá, o Parque do Ibirapuera e o Theatro Municipal de São Paulo. As cenas do "interior" no início do filme foram gravadas no município de Embu das Artes.

## Elenco
- Amácio Mazzaropi - Zacarias "Caría" (usado para o trocadilho cômico conforme a citação "Lá em casa me chamam por Caría")
- Geny Prado - Augusta
- Celso Faria - Raul
- Ana Maria Nabuco - Iolanda
- Carmen Jóia - Rita (creditada como Carmen Morales)
- Maria Helena Dias - Namorada rica de Raul (creditada como Maria Helena)
- Roberto Duval - Pai da namorada rica
- Reynaldo Martini - Passageiro das botas sujas
- Benedito Liendo - Passageiro gordo
- Marlene Rocha - Mãe da namorada rica
- Niva Marques - Passageira rica (passageira de Caría " Você conhece meu pai? ") [5]
- Nena Viana  - Vizinha de Caría
- Luiz Orioni - passageiro caridoso de Caría
- Cavagnole Neto - chefe dos vigilantes do baile de formatura
- Elpídio dos Santos - violeiro do forró
- Hamilton Saraiva - Guarda na estação de trânsito
- Bolinha (Euclides Pereira Rangel) - taxista
- Robertinho do Acordeom (José Carlos Ferrarezi) - taxista sanfoneiro durante a execução da música "Não Chores Mais" (creditado como Robertinho)
- Barnabé (João Ferreira de Melo) - taxista violeiro durante a execução da música "Não Chores Mais" (não creditado no filme)
- Cidoca (Aparecida Silvério) - taxista mulher com chocalho durante a execução da música "Não Chores Mais"
- Comendador Biguá (José Ângelo de Campos) - Inspetor do colégio no ponto de táxi (chama Caría de "ilustre mentecapto") (creditado como Biguá)
- Duque (cão) - Brás, o "cão da jardineira" (não creditado)[6]
- Rubens Assis - Delegado
- Tito Neto - Padre
- Clenira Michel
- Dhália Marcondes
- Olinda Fernandes
- Sebastião Barbosa
- Lola Garcia

## Música
- Se alguém telefonar (composição: Alcir Pires Vermelho e Jair Amorim; cantora: Lana Bittencourt)
- Onde estará meu amor (composição: Lina Pesce; cantor: Agnaldo Rayol)
- Izabel e  Não Chores (composição: Bolinha; cantor: Mazzaropi)